# Gornji Ivanjci
Gornji Ivanjci je naselje u slovenskoj Općini Gornjoj Radgoni. Gornji Ivanjci se nalazi u pokrajini Štajerskoj i statističkoj regiji Pomurju. 

## Stanovništvo
Prema popisu stanovništva iz 2002. godine naselje je imalo 83 stanovnika.